# Де Йонг, Марк
Марк де Йонг (англ. Mark de Jonge, 15 февраля 1984, Калгари, Альберта) — канадский гребец-байдарочник, спринтер, выступающий за сборную Канады с 2003 года. Бронзовый призёр летних Олимпийских игр в Лондоне, чемпион мира, многократный призёр Панамериканских игр, многократный призёр национального первенства.

## Биография
Марк де Йонг родился 15 февраля 1984 года в городе Калгари, провинция Альберта. Активно заниматься греблей начал уже в возрасте тринадцати лет в местном байдарочном клубе под руководством тренера Криса Макдермотта. В 2003 году впервые попал в состав национальной сборной и отправился с ней на Панамериканские игры в Санто-Доминго, на четырёхместной байдарке финишировал четвёртым в гонке на 1000 м, тогда как в индивидуальной программе взял бронзовую медаль на дистанции 500 м. Четыре года спустя отобрался на Панамериканские игры в Рио-де-Жанейро, где впоследствии завоевал серебро в километровой гонке на четвёрках. Тогда же впервые поучаствовал в зачёте Кубка мира, на дебютном этапе в хорватском Загребе финишировал пятнадцатым в дисциплине Б-2 500 м.
В 2009 году де Йонг соревновался на домашнем чемпионате мира в Дартмуте, однако до призовых мест добраться не смог: пятая позиция в эстафете на одиночках и шестая в программе четвёрок на 200 м. Через да года съездил на мировое первенство в венгерский Сегед и показал тот же самый результат в тех же дисциплинах. Одновременно с этим значительно улучшил свои результаты на Кубке мира, так, на этапе в немецком Дайсбурге с бронзовой медалью впервые поднялся на пьедестал почёта, а по итогам сезона расположился в мировом рейтинге сильнейших байдарочников на седьмой строке.
Благодаря череде удачных выступлений Марк де Йонг удостоился права защищать честь страны на ХХХ летних Олимпийских играх в Лондоне, где впоследствии выиграл бронзу, финишировав третьим на своей коронной дистанции в двести метров. В 2014 году на чемпионате мира, прошедшем на гребном канале в «Крылатском» в Москве завоевал золотую медаль в одиночках на двухстах метрах.
В свободное время увлекается скалолазанием и дзюдо, любит кататься на велосипеде, слушать фортепианную музыку и ходить в походы. Окончил университет Далхаузи, по профессии является гражданским инженером.